# Para Você Querido Caé
Para você querido Caé é o primeiro álbum da cantora e compositora italiana Patrizia Laquidara, que foi publicado em 2001 por Audio Records / Velut Luna.

## Canções
1. O ciúme (intro)
2. Você é linda
3. Sampa
4. Carolina
5. Itapuá
6. A tua presença, Morena
7. Eu sei que vou te amar
8. Coração vagabundo
9. O cu do mundo
10. E preciso perdoar
11. Cucurrucucú
12. Lindeza
13. Cajuina
14. Meditação
15. O ciúme
16. Minha voz, minha vida